# Колонешть (комуна, Бакеу)
Колонешть, Колонешті (рум. Colonești) — комуна у повіті Бакеу в Румунії. До складу комуни входять такі села (дані про населення за 2002 рік):
- Валя-Маре (155 осіб)
- Зеподія (284 особи)
- Келінь (446 осіб)
- Колонешть (683 особи) — адміністративний центр комуни
- Пояна
- Сату-Ноу (362 особи)
- Спрія (246 осіб)

Комуна розташована на відстані 256 км на північ від Бухареста, 28 км на схід від Бакеу, 67 км на південь від Ясс, 140 км на північний захід від Галаца.

## Населення
За даними перепису населення 2002 року у комуні проживали 2176 осіб, усі — румуни. Усі жителі комуни рідною мовою назвали румунську.
Склад населення комуни за віросповіданням:
| Релігія       | Кількість осіб | Відсоток |
| ------------- | -------------- | -------- |
| православні   | 2139           | 98,3%    |
| баптисти      | 18             | 0,8%     |
| бретрени      | 12             | 0,6%     |
| п'ятдесятники | 1              | < 0,1%   |

## Зовнішні посилання
- Дані про комуну Колонешть на сайті Ghidul Primăriilor [Архівовано 3 червня 2011 у Wayback Machine.]